# Cesc Gay

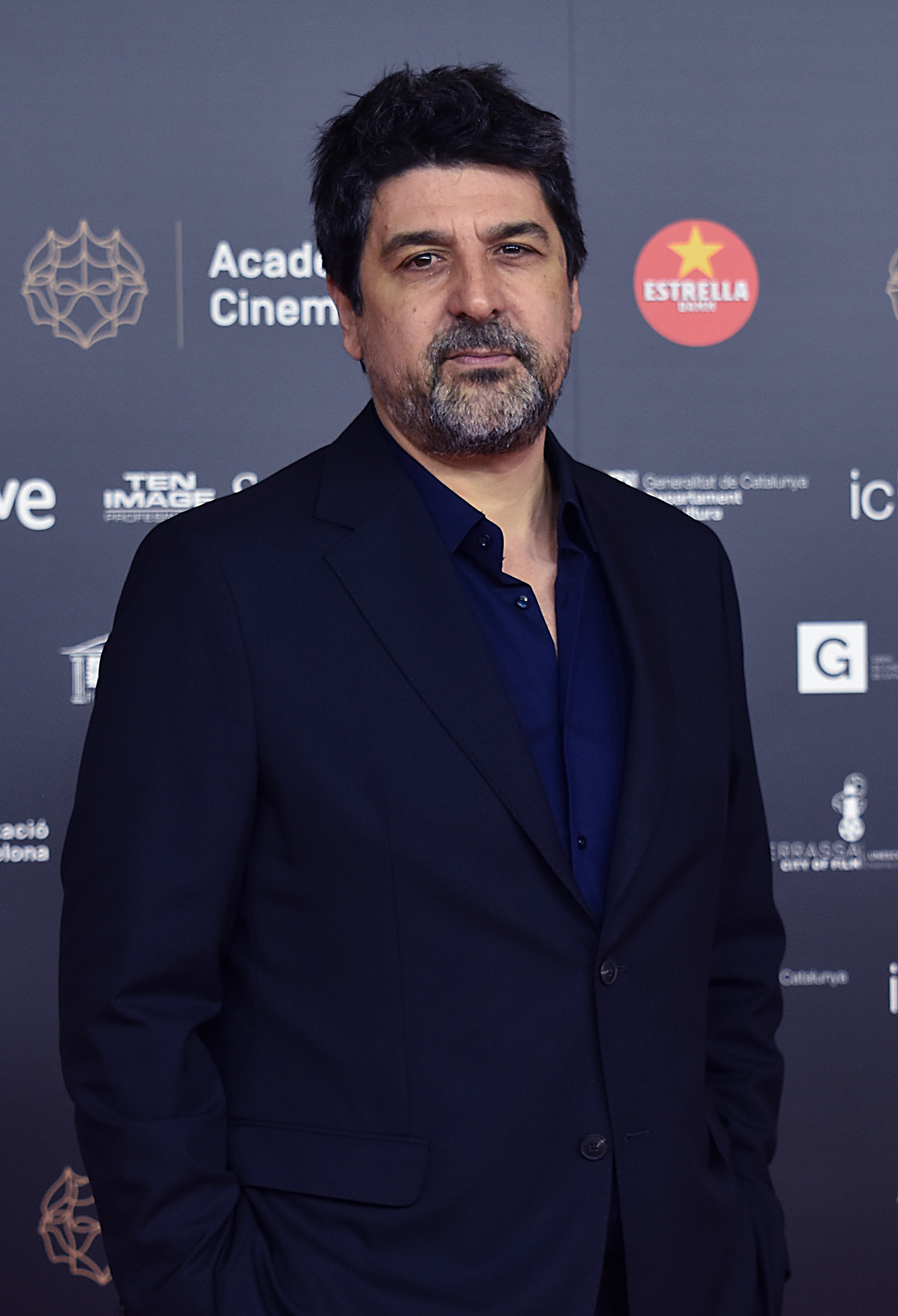
Cesc Gay (2021)

Cesc Gay (eigentlich Francesc Gay i Puig; * 1967 in Barcelona, Spanien) ist ein spanischer Filmregisseur und Drehbuchautor.

## Leben
Gay studierte das Fach Kino an der Escuala Municipal de Audiovisuales de Barcelona (EMAV) und war 1998 zusammen mit dem Argentinier Daniel Gimelberg Regisseur des Films Hotel Room. 2000 folgte der Film Kràmpack, bevor er 2002 Ideengeber und Koordinator der Drehbücher für die Fernsehserie Jet lag des katalanischen Senders TV3 wurde.
In Gays Film des Jahres 2003, En la ciudad, spielten unter anderen Eduard Fernández, María Pujalte und Leonor Watling. Eduard Fernández erhielt für seine Rolle den spanischen Goya-Filmpreis für die Beste Nebenrolle ferner wurde Mónica López als beste Nebendarstellerin nominiert sowie Gay selbst jeweils für die beste Regie und bestes adaptiertes Drehbuch.
Gays nächster Film Ficció/Ficción mit Javier Cámara wurde mehrfach ausgezeichnet. Sein Spielfilm Una pistola in cada mano zeigt unter anderen Luis Tosar und Ricardo Darín in den Hauptrollen zusammen mit Candela Peña.
Für den Film Freunde fürs Leben (Truman) erhielt Gay 2016 den Goya für die beste Regie und das beste Drehbuch; der Film wurde zudem als bester Film ausgezeichnet.

## Preise und Auszeichnungen
- 2000: Gewinner Filmpreis Sebastiane 2000 für Kràmpack
- 2000: Gewinner des Premio Butaca für Kràmpack
- 2000: Ehrenvolle Nennung desselben Films beim Stockholm International Film Festival
- 2001: Nominierung desselben Films für Goya 2001 als bester Nachwuchsregisseur und für das beste adaptierte Drehbuch zusammen mit Tomás Aragay
- 2003: Nominierung für die Concha de Plata des Festival Internacional de Cine de Donostia-San Sebastián mit dem Film En la ciudad
- 2004: Nominierung für den Goya 2004 für die beste Regie und bestes adaptiertes Drehbuch (zusammen mit Tomás Aragay) für denselben Film
- 2007: Gewinner in der Sparte Bester Film beim Festival Internacional de Cine de Mar del Plata, Argentinien für Ficció/Ficción
- 2007: Gewinner des Premi Nacional de Cinema der Generalitat de Catalunya für denselben Film
- 2013: Gaudí für die beste Regie im Film Una pistola en cada mano
- 2016: Gewinner des Goya 2016 für die beste Regie, das beste Originaldrehbuch (zusammen mit Tomás Aragay) und den besten Film für Truman

## Filme
- 1998: Hotel Room
- 2000: Kràmpack nach einem Theaterstück von Jordi Sánchez
- 2003: En la ciudad
- 2006: Ficció/Ficción
- 2009: V. O. S. nach einem Theaterstück von Carol Lopez
- 2012: Ein Freitag in Barcelona (Una pistola en cada mano)[1]
- 2015: Freunde fürs Leben (Truman)
- 2020: Sentimental („Die Nachbarn von oben“)[2]

## Fernsehen
- 2012–2013: Drehbuch zu La Riera, Serie in katalanischer Sprache in TV3.